# Yngve Freij
Yngve Freij, född 20 februari 1941, död 1 juni 2016, var en svensk grottforskare. På 1960-talet utforskade han bland annat Balsbergsgrottan tillsammans med Ebbe Johansson och Leander Tell.
Hans stora insats som grottutforskare gjorde han i den svenska fjällvärlden. Få hade hans erfarenhet och kunskap om karst och grottor i de svenska fjällen. Det första område han gav sig på var Miesekenkalken på Artfjället på 1960-talet.